# Valvuloplastica venosa
La valvuloplastica venosa (dal greco, πλαστική = plasmare, modellare, riparare) è la tecnica chirurgica che ha l’obiettivo di modellare e correggere la morfologia o riparare la funzione delle valvole a nido di rondine (valvole venose), applicabile in casi selezionati di difetto anatomico o funzionale delle stesse.
Nel caso più comune, la tecnica è applicabile a valvole non funzionanti a causa dell’allungamento del bordo libero dei lembi valvolari che, per questo motivo, hanno perduto la capacità di posizionarsi a contatto reciproco e quindi anche la loro funzione, con esito in insufficienza o incontinenza valvolare. Questa condizione comporta, in posizione ortostatica, il manifestarsi del reflusso (flusso retrogrado, patologico)con insufficienza venosa cronica, malattia varicosa e varici, edema, ulcera ed altre complicanze. In questi casi, la valvuloplastica è una delle tecniche che - insieme alle più conosciute CHIVA o ASVAL - consentono l’attuazione della strategia conservativa e/o riparativa, e si contrappone a quelle – comunemente utilizzate - che attuano la strategia ablativa (stripping venoso, termosclerosi, ed altro).

## Tecniche chirurgiche di valvuloplastica venosa
Sono state sviluppate due tecniche chirurgiche principali.
- La prima è la valvuloplastica interna: questa consiste nella riparazione anatomica della valvola, con accesso al lume della vena. Essa viene realizzata mediante la plicatura o plissettatura del bordo libero dei lembi valvolari, in prossimità della loro inserzione sulla parete venosa. Fu eseguita inizialmente da Kistner (1968)[1], con modifiche proposte da Raju[2], Sottiurai[3], Tripathi[4] _].
  - valvuloplastica secondo Kistner (1968): attraverso una flebotomia longitudinale i lembi valvolari vengono esposti, sollevati e stirati verso l’alto mediante plissettatura.
  - valvuloplastica secondo Raju (1983): mediante flebotomia trasversa i lembi valvolari liberi vengono plicati e suturati alla parete.
  - valvuloplastica secondo Sottiurai (1988): consiste nella plissettature dei lembi valvolari mediante flebotomia a T
- La seconda è la valvuloplastica esterna; essa consiste nella riparazione funzionale della valvola applicando un dispositivo medico all’esterno della valvola, senza accesso al lume venoso. Il riavvicinamento reciproco dei lembi valvolari e la riparazione funzionale sono ottenuti a seguito della applicazione, attorno alla valvola, di un dispositivo a forma di manicotto compressivo (banding), con il risultato di una riduzione discreta del diametro della valvola nativa. Fu proposta inizialmente da Hallberg (1972)[5], e poi con modificazioni da Jessup e Lane ed altri_.

Una variante della tecnica mira a neutralizzare l’eccesso di lunghezza dei lembi valvolari e la loro incapacità a raggiungere il contatto reciproco inducendo la dilatazione selettiva del diametro inter-commissurale della valvola, che risulterà infine ovalizzata. La deformazione selettiva è provocata dall’applicazione, attorno alla valvola, di un dispositivo medico a sezione trasversa ovale, che esercita una compressione anelastica ortogonale ai lembi valvolari
(Zukowski 1997) _ oppure una trazione elastica parallela ad essi (stretching)(Camilli 2005) _.
In caso di difetto anatomico o funzionale delle valvole venose, alcuni ricercatori hanno preferito un diverso approccio: la sostituzione valvolare con protesi impiantabile o la creazione di una neovalvola venosa.

## Procedura e indicazioni
La valvuloplastica, per ottenere il successo tecnico e funzionale, presuppone la presenza anatomica di lembi valvolari, non ipoplasici o sclerotici, ma di lunghezza adeguata e liberamente flottanti nel lume venoso. Pertanto, richiede necessariamente un accurato studio preoperatorio per la visualizzazione e valutazione della morfologia valvolare mediante ecodoppler e, talvolta, soprattutto per il circolo profondo, anche la flebografia retrograda. I requisiti di eleggibilità non sono presenti in tutti i casi; sono più facilmente presenti nei pazienti giovani o con varici recenti, e con anamnesi negativa per episodi di flebite o trombosi. 
La valvuloplastica esterna è applicabile alle valvole funzionalmente più rilevanti del sistema venoso degli arti inferiori, sia profondo che superficiale; al contrario, la valvuloplastica interna non è applicabile al sistema superficiale, soprattutto a causa della difficoltà derivante dal loro piccolo diametro. Un utile contributo all’esecuzione può derivare dall’utilizzo intraoperatorio di un angioscopio flessibile.

## Razionale
In flebologia, la necessità e l’impulso alla strategia conservativa, soprattutto della Vena Grande o Piccola Safena (VGS o VPS), derivano dal fatto che la strategia ablativa, comunemente adottata in caso di reflusso venoso, consente risultati ottimi o buoni a breve termine, ma a medio-lungo termine i risultati non sono ottimali e spesso deludenti. Infatti, già dopo circa 3 anni dal trattamento ablativo, sia lo stripping che la termoablazione endovenosa comportano varici recidive in circa il 20% dei casi, che aumentano al 30-50% dopo 5 aa di f-u e il tasso di reinterventi si avvicina al 40%, qualunque sia stata la tecnica ablativa adottata.
Alcuni Autori, che hanno riflettuto su questi dati, concludono con evidente perplessità, riguardo ai risultati vantati dalla cosiddetta "rivoluzione endovenosa" sia in termini di beneficio clinico che economico, e propongono di rimettere in discussione le linee-guida che suggeriscono la termoablazione endovenosa come tecnica di prima scelta.
Tra i motivi di fallimento a lungo termine sta il fatto che la strategia ablativa fa affidamento incondizionato sulla supplenza del circolo profondo. Questo assioma è da mettere in discussione poiché tale ruolo di supplenza risulta, invece, una aspettativa incerta e da valutare con attenzione in fase preoperatoria. Infatti, seppure efficiente nella gran parte dei casi, il circolo profondo risulta a volte inadeguato a supplire l'ablazione del circolo superficiale. E questo non solo in caso di varici secondarie o post-trombotiche o associate a stenosi della vena iliaca o su base malformativa, ma anche in casi di varici primarie con vene perforanti incontinenti. Si può ragionevolmente sostenere che, in certi casi, l’ablazione del collettore venoso superficiale (ad es. la VGS) e/o della sua via di deflusso (la giunzione safeno-femorale) possano essere – di per sé - fattori aggravanti di una preesistente inadeguata capacità di supplenza del circolo profondo e favorenti lo sviluppo di circoli venosi collaterali o neoformati e infine, con il passare del tempo, di varici recidive e reinterventi.
Per un migliore e più durevole equilibrio emodinamico, sembra utile e doveroso perseguire, nei casi eleggibili, oltre l'abolizione - indispensabile! - del reflusso, anche la conservazione e/o la riparazione della via di deflusso, adottando - ove e per quanto possibile! - una strategia conservativa-ricostruttiva. Questa comprende la riparazione valvolare (per ottenere l’abolizione o riduzione del reflusso venoso principale), la conservazione della via di deflusso (il collettore venoso, ad es. la vena safena), la deconnessione delle tributarie incontinenti (per l’abolizione delle vie di fuga distali e dei circoli “privati”).
L’adozione di tale strategia sembra particolarmente vantaggiosa se adottata nei pazienti giovani, a lunga spettanza di vita o con varici recenti, i quali sono generalmente eleggibili per il trattamento conservativo e inoltre si possono giovare della conservazione di un patrimonio venosoche può risultare prezioso, in futuro, come condotto sostitutivo vascolare.

## Prospettive
In flebologia, la cultura e la pratica della strategia conservativa e ricostruttiva sono tuttora poco conosciute, mentre il ricorso alla strategia ablativa è attuato diffusamente e talvolta in modo superficiale e acritico. Rispetto a quelli ablativi, i trattamenti conservativi richiedono maggiore esperienza diagnostica e chirurgica, sono applicabili solo a casi selezionati eleggibili, richiedono l’utilizzo di dispositivi impiantabili (non facilmente disponibili), sono più complessi da eseguire. La strategia conservativa, d’altro canto, sembra consentire risultati a lungo termine (3-5 aa di f-u) migliori della strategia ablativa, sia sul piano clinico che economico; questi vantaggi, peraltro, necessitano di essere valutati su più larghe e consistenti casistiche.

In caso di difetto anatomico o funzionale delle valvole venose, e con lo stesso obiettivo di conservazione o riparazione vascolare, alcuni ricercatori hanno preferito un diverso approccio: la sostituzione con protesi valvolare impiantabile o la creazione di una neovalvola venosa